# Jan Doležal (zemědělec)
Jan Doležal (* 6. května 1986) je český zemědělský inženýr, od června 2020 prezident Agrární komory ČR.

## Život
Vyrůstal na rodinné farmě v obci Březinka na Chrudimsku, kterou vlastní jeho rodiče. Vystudoval mezinárodní vztahy a evropská studia na Fakultě sociálních studií Masarykovy univerzity (promoval v roce 2010 a získal titul Bc.) a následně obor rozvoj venkova a zemědělství na České zemědělské univerzitě v Praze (získal titul Ing.). Je ženatý, má dvě děti. 
Tři roky působil jako tajemník Agrární komory ČR, komoru zastupoval hlavně na jednáních v Bruselu.
Dne 16. června 2020 byl zvolen novým prezidentem Agrární komory ČR na jejím sjezdu v Olomouci, ve funkci vystřídal Zdeňka Jandejska. Při volbě byl jediným kandidátem na funkci a získal 95 % hlasů. V květnu 2023 svůj post obhájil.